# Wolfgang Riedler

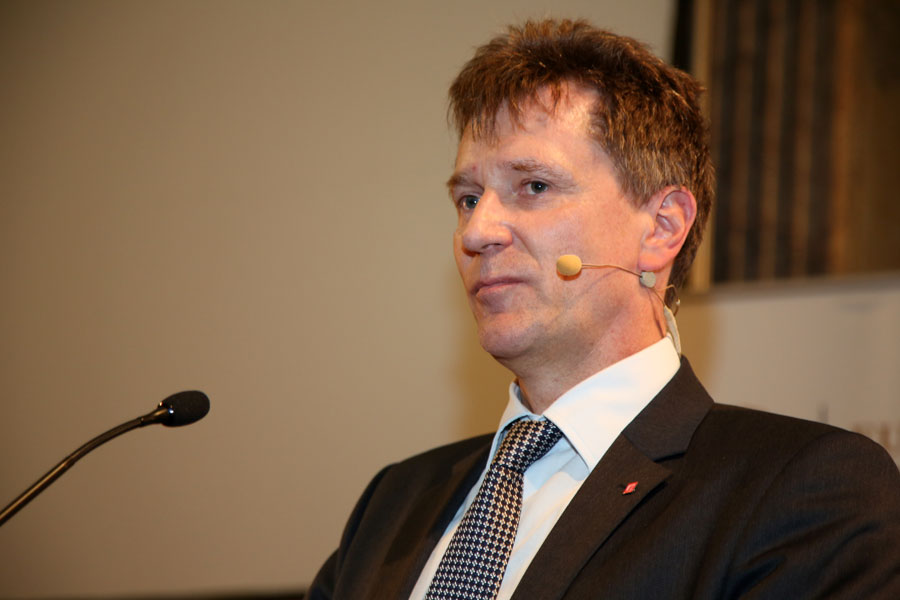
Wolfgang Riedler (2014)

Wolfgang Riedler (* 24. Mai 1960 in Wien) ist ein österreichischer Politiker (SPÖ), ehemaliger Vorsitzender der SPÖ Graz und 2003 bis 2010 Grazer Stadtrat. Zwischen Juli 2013 und August 2018 war er Geschäftsführer der Wiener Zeitung.

## Schulische und berufliche Laufbahn
Riedler schloss 1979 das Oberstufenrealgymnasium ab und studierte Rechtswissenschaft an der Karl-Franzens-Universität Graz, wo er 1989 promovierte. Nach dem Zivildienst wurde er Angestellter des Landes Steiermark und ab 1991 Beamter im höheren Dienst.

## Politische Laufbahn
Riedler begann sein politisches Engagement in der Jungen Generation, war 1989–1993 deren Landesvorsitzender sowie stellvertretender Bundesvorsitzender. 1993 zog er erstmals in den Grazer Gemeinderat ein, 1996 wurde er für ein Jahr Nationalratsabgeordneter, danach wieder Gemeinderat.
Gleichzeitig mit seinem ersten Einzug in den Grazer Gemeinderat wurde Riedler Landesbildungsvorsitzender der SPÖ Steiermark, diese Position hat er noch immer inne.
Ende März 2003 wurde Riedler Stadtrat – er siegte in einer Kampfabstimmung gegen einen vom damaligen SPÖ Graz-Vorsitzenden Walter Ferk nominierten Kandidaten. Von 2003 bis 2008 war er Stadtrat für Finanzen, nach den Grazer Gemeinderatswahlen 2008 war er bis 2010 Stadtrat für Kultur und Gesundheit.
Nach dem Rücktritt von Walter Ferk wurde Riedler 2008 zum Vorsitzenden der SPÖ Graz gewählt. Am 18. Juni 2010 unterlag Riedler in einer Kampfabstimmung bei der Wahl zum Vorsitzenden der SPÖ Graz gegen Elke Edlinger mit 147 : 154 Stimmen.